# ریین
رئین روستایی در دهستان آلاداغ بخش مرکزی شهرستان بجنورد است . شغل اکثر مردم روستا باغداری است‌.

## جمعیت
این روستا در دهستان آلاداغ قرار دارد و براساس سرشماری مرکز آمار ایران در سال ۱۳۸۵، جمعیت آن ۹۱۷ نفر (۲۳۵خانوار) بوده‌است.